# كامباجناتيكو
كامباجناتيكو هي كومونا تقع في مقاطعة غروسيتو في منطقة توسكانا الإيطالية، وتقع على بعد حوالي 100 كيلومتر (62 ميل) جنوب فلورنسا وحوالي 20 كيلومتر (12 ميل) شمال شرق غروسيتو في وادي نهر أمبروني.

## تاريخ
تأسست المدينة كإقطاعية لدير سان سالفاتور في مونتي أمياتا، الذي باعها لعائلة الدوبرانديشي، المعروفة باحتفاظها بها عام 973. بعد وفاة أومبرتو ألدوبرانديشي، حصلت عليها جمهورية سيينا. في وقت لاحق احتج بها فيسكونتي كامبيغليا دورسيا وتولومي سيينا. كانت تنتمي إلى المدينة الأخيرة حتى تم استيعابها في دوقية توسكانا الكبرى في منتصف القرن السادس عشر

## المعالم السياحية الرئيسية
- الجدران، بنيت في القرنين الثاني عشر والثالث عشر. وهي تشمل قلعة Aldobrandeschi القائدة التي تأسست في القرن العاشر.
- كنيسة سانتا ماريا ديلا ميسيريكورديا، المعروفة منذ عام 1188. لها واجهة على شكل كوخ أضيفت فيها العيون في القرن التاسع عشر. احتفظت المناطق الداخلية، على خطة الصليب اللاتيني، بجنس القرون الوسطى والمقبلات، مع بقايا المدرسة السيينية في القرن الرابع عشر في الكنيسة الرئيسية وغيرها من القرن الخامس عشر في المصليات الجانبية، والتي تم اكتشافها مؤخرًا ونُسبت افتراضيًا إلى فرانشيسكو دي جورجيو مارتيني.
- Pieve of San Giovanni Battista، تم بناؤه في منتصف القرن الثالث عشر على الطراز الرومانسكي القوطي. تحتوي الواجهة على بوابة مع لونيت مزخرف ونافذة وردية صغيرة. يحتوي الجزء الداخلي على صحن به كنائس جانبية منقوشة بأقواس أوجيفال. أعيد استخدامه كبرج جرس أحد أسوار المدينة. يضم مادونا مع طفل من القرن الثالث عشر بواسطة Guido di Graziano وسيبوريوم خشبي من القرن السادس عشر.
- كنيسة سانت أنطونيو أباتي السابقة بأسلوب رومانسكي. يضم أجزاء من اللوحات الجدارية من القرن الرابع عشر. Pieve Vecchia، جنوب غامبانتيكو بالقرب من نهر Ombrone.

## فرازيوني
تتكون البلدية من مقر بلدية كامباجاتيكو وقرى ( فرازيوني ) أرسيل وماروتشتي ومونتورسايو .

## حكومة

### قائمة العمد
| عمدة               | بداية الفصل الدراسي | نهاية المدة           | حزب، حفلة            |
| ------------------ | ------------------- | --------------------- | -------------------- |
| إليزمو بيسوتشي     | 1998                | 2007                  | فورزا ايطاليا        |
| فابريزيو تيستاريلي | 2007                | 2012                  | مستقل ( يمين الوسط ) |
| لوكا ريكياردي      | 2012                | 2017                  | مستقل ( يسار الوسط ) |
| لوكا جريسانتي      | 2017                | مايجب في الوضع الراهن | مستقل ( يمين الوسط ) |

## روابط خارجية
- الموقع الرسمي